# دیرینه‌شناسی دانش
دیرینه‌شناسی دانش به جستجوی هیچ آغازی ترغیب نمی‌کند. دیرینه‌شناسی، تحلیل را به هیچ حفاری یا عمق‌یابی زمین‌شناختی پیوند نمی‌زند. دیرینه‌شناسی در درون‌مایه‌ی عمومی توصیفی دلالت دارد، که امر پیشاپیش گفته‌ شده را در سطح وجودش مطالعه می‌کند. در سطح کارکرد گزاره‌ای که در آن اعمال می‌شود، در سطح شکل‌گیری گفتمانی که این امر پیشاپیش گفته‌شده به آن تعلق دارد، در سطح سیستم عمومی بایگانی که این امر پیشاپیش گفته‌شده با آن مرتبط است. دیرینه‌شناسی گفتمان‌ها را کردارهایی خاص در عنصر بایگانی توصیف می‌کند.